# サンライズ計画
サンライズ計画（サンライズけいかく、sunrise project）は、2011年5月20日に菅直人総理大臣が打ち出したエネルギー政策。

## 具体的な内容
- 2020年までに太陽光発電のコストを現在の3分の1に、2030年までに6分の1に低減させる
- 2020年までに太陽光パネルを全世帯の屋根の50%に設置、2030年までに100％設置する
- 原子力発電の安全性を高める
- 太陽光、風力、バイオマスなど再生可能な自然エネルギーを推進する
- 省エネルギー社会の実現